# Мачка (канатна дорога)
41°02′41″ пн. ш. 28°59′38″ сх. д. / 41.04472222° пн. ш. 28.99388889° сх. д.

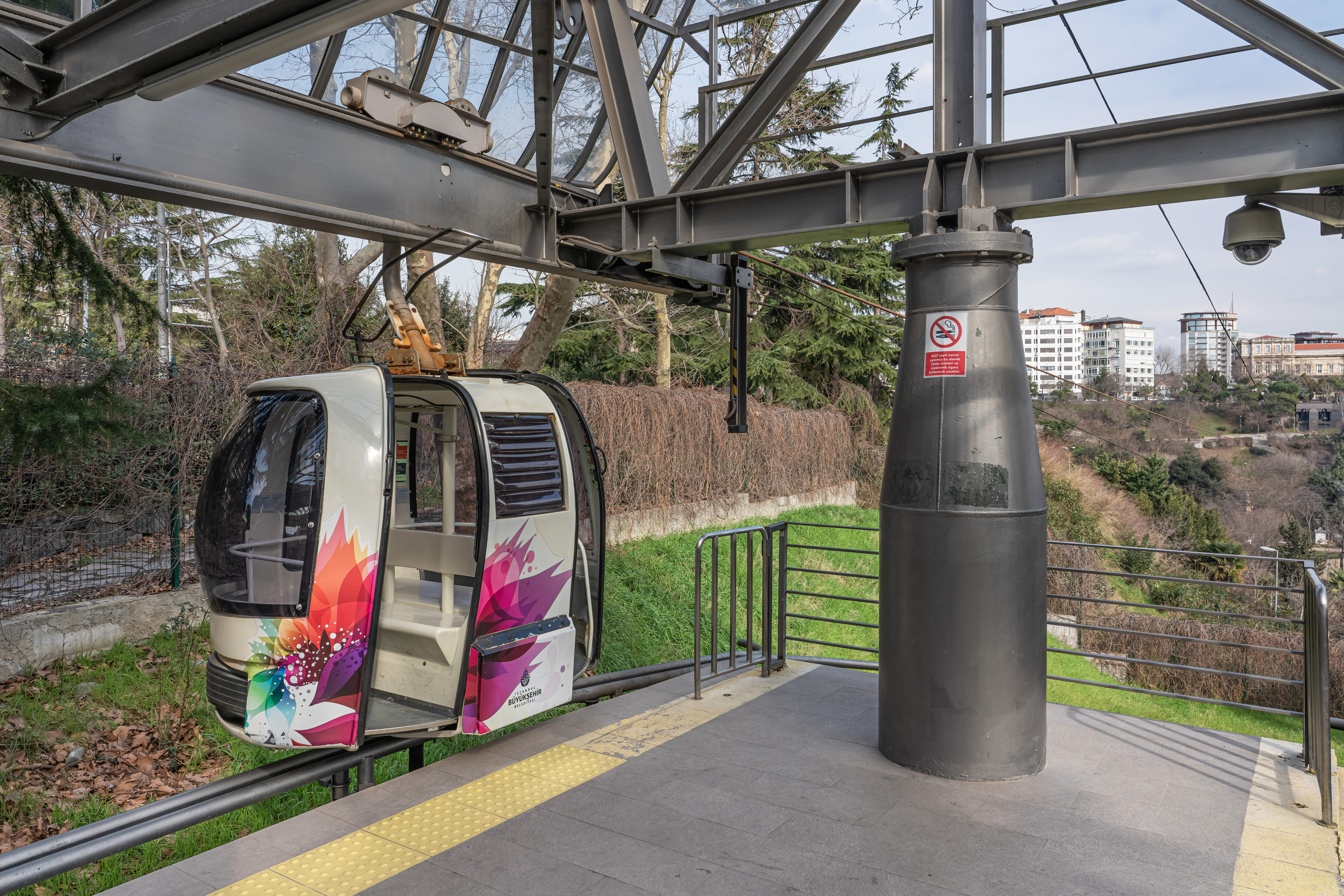
Кабіна канатної дороги Мачка на станції Ташкишла

Канатна дорога Мачка, також канатна дорога Мачка — Ташкишла (тур. TF1 Maçka – Taşkışla teleferik hattı) — канатна дорога що сполучає дві станції Мачка і Ташкишла, розташована у районі Шишлі Стамбул, Туреччина. Лінія прямує над глибоким яром (де розташовується парк Демократії).

## Технічні характеристики
- Довжина лінії: 333,5 м
- Кількість станцій: 2
- Кількість кабін: 4
- Тривалість поїздки: 3,5 хвилини
- Години роботи: 07:30-21:00 (у робочі дні), 08:00-19:00 (неділя)
- Щоденний пасажирообіг: 1000 осіб
- Кількість щоденних поїздок: 90
- Інтервал: що 5 хвилин в години пік
- Вартість проїзду: ₺ 2.30 (by Istanbulkart)[1]